# Heresia (catolicismo)
A Igreja Católica Apostólica Romana conceitua heresia de modo sozinho , conferindo-lhe significado muito específico, que observa, naturalmente o ideário cristão católico, em dogmas, doutrinas e princípios católicos, diferindo, pois, do de outras visões cristãs. Segundo ela, há quatro elementos que,  constituem heresia formal (apenas na forma): (1) batismo cristão válido [segundo sua, Igreja Católica Apostólica Romana, concepção]; (2) confissão de ainda ser cristão; (3) negação ou dúvida sobre algum ponto de verdade que a Igreja Católica considera como revelado por Deus; e, por último, (4) descrença moralmente culpável, isto é, que implique a recusa de aceitar o que é definido pela Igreja como imperativo doutrinário. Portanto, para se tornar um herege, no estrito sentido canônico católico e, portanto, ser, pela instituição Igreja Católica, excomungado [retirado de comunhão com os santos], deve-se negar ou questionar uma considerada verdade que — segundo os dogmas e as doutrinas da Igreja Católica — é ensinada como [sendo da] Palavra de Deus, e ao mesmo tempo negar a obrigação de assim crer. Se se presumir boa-fé, podendo a pessoa "sair da ignorância", sua heresia será material (apenas na matéria ou objeto), e não implica nem culpa nem pecado contra a fé católica.

## Base histórica
Embora a formalização do Credo da Igreja Católica, no modo ainda embrionário, remonte ao ano 325 d.C., com o Primeiro Concílio de Niceia, sua base dogmática, doutrinária e teológica foi-se formando aos poucos. Desde antes, os pais da Igreja combatiam e denunciavam as heresias que surgiam, como Ireneu de Lyon em sua obra Contra as Heresias. Mais tarde, no século XIII, heresia, segundo a óptica católica, foi definida por Tomás de Aquino como "uma espécie de infidelidade de homens que, tendo professado a fé de Cristo, corrompiam seus dogmas". Tomás de Aquino continua: "A fé cristã correta consiste em dar consentimento voluntário a Cristo em tudo que realmente pertence ao Seu ensinamento. Há, portanto, duas maneiras de se desviar do cristianismo: um é recusar-se a crer no próprio Cristo, o que vem a ser o caminho da infidelidade, achado comum aos pagãos e aos judeus; o outro é restringir-se a crença a certos pontos da doutrina de Cristo, selecionados e moldados a bel-prazer, o que vem a ser o caminho dos hereges. Assim, o assunto, da fé como da heresia é o depósito da fé, ou seja, a soma total das verdades reveladas nas Escrituras e na Tradição como propostas à nossa crença pela Igreja: o crente aceita todo o depósito como proposto pela Igreja, o herege aceita apenas partes dele como recompensa-se à sua própria aprovação.". Considera-se que, aqui, Tomás de Aquino, defensor fervoroso da já bem conformada, e então hegemônica, doutrina católica na Baixa Idade Média, vinculou sua prescrição "[...] o crente aceita todo o depósito como proposto pela Igreja [...]" ao ditame doutrinário da Igreja Católica, rejeitando todos os demais como hereges.
Algumas controvérsias doutrinárias significativas vieram a surgir ao longo da história, pela criação de dogmas e doutrinas. Têm-se apontado muitas ideias como heresias, sobre pontos únicos de doutrina, particularmente sobre a Trindade, transubstanciação
e a imaculada conceição.
A Igreja Católica anuncia que sempre lutou a favor da ortodoxia e tem, na figura de seu líder, o Papa, a suprema autoridade terrena. Em vários momentos da história, ele teve vários graus de poder para resistir ou punir a quem a Igreja julgava herege. O último caso de um dito herege executado foi o do professor Cayetano Ripoll, acusado de deísmo pela então minguante Inquisição espanhola, sendo o condenado enforcado até a morte em 26 de julho de 1826, em Valência, após julgamento de dois anos.
O documento Cânon 751, Código de Direito Canônico da Igreja Católica, promulgado pelo João Paulo II em 1983 (Codex Iuris Canonici — "CIC"), define: "Heresia é a negação obstinada ou dúvida após a recepção do batismo de alguma verdade que é para ser aceita pela fé divina e católica ".

## Heresia: formal e material
A Igreja Católica distingue entre heresia formal e material. A diferença é uma das crenças subjetivas do suposto herege sobre sua [da ICAR] opinião. Heresia formal ocorre se a pessoa [fiel ou pretendente] está ciente de que sua crença está em desacordo com o ensino católico e ainda continua a apegar-se à sua crença pertinazmente. Esse tipo de heresia é considerado pecaminoso, à luz dos ensinos católicos, porque, nesse caso, a pessoa [questionada de eventual heresia] conscientemente tem uma opinião que, nas palavras da primeira edição da Enciclopédia Católica, "destrói a virtude da fé cristã... perturba a unidade e desafia o Divino", além de desafiar a autoridade da Igreja e ataca a própria fonte da fé ".

## ICAR atual e Protestantismo
Em seu livro O significado da fraternidade cristã , Bento XVI escreveu que:
A dificuldade na maneira de dar uma resposta é profunda. Em última análise, é devido ao fato de que não há categoria apropriada no pensamento católico para o fenômeno do protestantismo hoje (pode-se dizer o mesmo da relação com as igrejas separadas do Oriente). É óbvio que a velha categoria de "heresia" não tem mais valor. A heresia, para a Escritura e a Igreja primitiva, inclui a ideia de uma decisão pessoal contra a unidade da Igreja, e a heresia é característica pertinaz, obstinação daquele que persiste em seu particular e próprio caminho. Isso, no entanto, não pode ser considerado como uma descrição apropriada da situação espiritual do cristão protestante. No curso de uma história secular, o protestantismo deu uma contribuição importante para a realização da fé cristã, cumprindo uma função positiva no desenvolvimento da mensagem cristã e, acima de tudo, muitas vezes dando origem a uma fé sincera e profunda no indivíduo cristão não-católico, cuja separação da afirmação católica nada tem a ver com a pertinácia característica da heresia. Talvez possamos inverter aqui um dito de Santo Agostinho: que um velho cisma se torna uma heresia. A própria passagem do tempo altera o caráter de uma divisão, de modo que uma antiga divisão é algo essencialmente diferente de uma nova. Algo que uma vez foi justamente condenado como heresia não pode mais tarde simplesmente tornar-se verdade, mas pode gradualmente desenvolver sua própria natureza eclesial positiva, com a qual o indivíduo é apresentado como sua igreja e no qual ele vive como um crente, não como um herege. Essa organização de um grupo, no entanto, acaba tendo um efeito no todo.
Algumas das doutrinas do Protestantismo que a Igreja Católica considera heréticas são (1) "a crença de que a Bíblia é a única fonte e regra de fé (sola scriptura); (2) "a crença de que somente pela fé se pode alcançar a Salvação (sola fide); (3) "a convicção e o anúncio de que o Papa não tem jurisdição universal sobre toda a Igreja"; (4) "a afirmação de que a Igreja Católica não é a única Igreja de Cristo"; e (5) "a postulação de que não há qualquer sacerdócio sacramental e ministerial recebido pela ordenação, mas somente um sacerdócio universal de todos os crentes.Esses pontos são tidos como inconciliáveis com a fé católica e, pois, heresia formal de fato, muito embora — e muito naturalmente — as igrejas cristãs de confissão dita protestante adotem posição precisamente contrária, em certa medida (no que se refere aos cinco pontos citados) e ainda mais, em relação à verdadeira fidelidade bíblica. 
A primeira relação de livros proibidos, o Index Librorum Prohibitorum,  foi publicada em 1559.

## Ver mais
- Cristianismo
- Catolicismo
- Heresia no Cristianismo
- Encyclopædia Britannica
- Heresiologia
- Heterodoxia
- Seita